# Little Catworth
Little Catworth – osada w Anglii, w hrabstwie Cambridgeshire, w dystrykcie Huntingdonshire, w civil parish Catworth. Leży 14 km od miasta Huntingdon. W 1881 roku civil parish liczyła 40 mieszkańców. Little Catworth jest wspomniana w Domesday Book (1086) jako Alia/Parva Cateworde.